# Joik
Joik eller jojk er samisk for sang og samernes traditionelle folkesang, som også har haft plads i samisk religion.
Sangene handler ofte om kærlighed og relationer. En jojk kan beskrive en lækker pige eller en kæk fyr, som man synes om, eller for den sags skyld en rival som man ikke synes så godt om. Det er masser af følelser, glæde og sorg i jojk. Jojken kan også udøves i et religiøst formål.
Sprogligt set er verbet "jojke" transitivt. Man taler fx om at joike en pige snarere end at synge en joik om en pige.
Teknikmæssigt ligner jojk sang fra andre kulturer, som hos visse oprindelige nordamerikanske folk. Det bredere fænomen med ikke-verbal sang findes mange steder i verden i vidt forskellige genrer og i vidt forskellige historiske tilfælde.
Joik er den ene af de to kategorier i musikkonkurrencen Sámi Grand Prix, der har været afholdet årligt siden 1990.

## Variationer
Der findes flere forskellige jojkstile.

### Vuollie
Den sydsamiske jojken kaldes vuollie og har i dag et gammeldags præg pga. afmatning med mødet med kristendommen. At jojke blev betragtet som hedensk og ukultiveret så samerne stoppede med at jojke for at at undgå afskærmning fra samfundet.

### Luohti
Luohti er den nordsamiske variant og i dag den mest udviklede og kendte jojkstil.

### Leu'dd
Den østsamiske jojken benævnes leu'dd.

### Talang Sverige
I Talang Sverige (samme koncept som Danmark har talent) oplevede man hvordan Jon Henrik fortolkede en jojk på sin egen måde efter hans bedste vens død. Man kan finde flere klip på youtube af dette. Han vandt senere for år 2014 med sine sange.

## Kunstnere
- Jörgen Stenberg
- Mari Boine
- Ulla Pirttijärvi
- Wimme Saari
- Victoria Harnesk
- Sofia Jannok
- Girls of Angeli
- Johan Märak
- Almetjh Tjööngkeme
- Berit Alette Mienna
- Nils-Aslak Valkeapää
- Ánde Somby
- Adjágas[2]
- Angelit
- Niko Valkeapää
- Simon Marainen
- Ola Stinnerbom
- Jon Henrik Fjällgren
- Maxida Märak
- Máddji

## Kirken
Kirken har traditionelt forbundet joik med den før kristne religion. Den samiska jojk er i dag ikke nødvendigvis forbundet med den før kristne religion og man joiker i dag i kirken.